# Usmerena demokratija
Usmerena demokratija, takođe nazivana rukovođena demokratija, je formalno demokratska vlada koja funkcioniše kao de facto autokratija.  Takve vlade se legitimišu na izborima koji su slobodni i fer, ali nemaju mogućnost da promene politički kurs, motive i ciljeve.
Drugim rečima, vlada kontroliše izbore, tako da građani mogu da uživaju sva svoja prava ali bez mogućnosti da zaista promene državnu politiku. Čak I dok vlada prati osnovne demokratske principe, mogu se pojaviti velika odstupanja prema autoritarnosti. Pod usmerenom demokratijom, državina kontinuirana upotreba propaganda onemogućava biračkom telu da ima značajan uticaj na politiku.
Koncept „usmerene demokratije” razvili su u 20. veku Volter Lipman u svom čuvenom radu Javno mnjenje (1922) I  Edvard Bernais u svom radu Kristalizacija javnog mnjenja.
Nakon Drugog svetskog rata, termin je korišćen u Indoneziji za pristup vladi pod Sukarno administracijom od 1957. do 1966. godine. Danas je široko rasprostranjen u Rusiji, gde je uveden u svakodnevnu upotrebu od strane teoretičara sa Kremlja, naročito Gleba Pavlovskog. Šeldon Volin, professor na Prinston Univerzitetu opisuje ovaj process kao obrnuti totalitarizam. Za Sjedinjene Države se takođe može reći da odgovaraju ovom opisu zbog ogromnog uticaja koji novac korporacija ima na politički sistem SAD-a. Skorašnje istraživanje Prinston I Nortvestern univerziteta ističe: „Centralna stvar koja se pojavljuje u našim istraživanjima je da ekonomska elita I organizovane grupe koje zastupaju poslovne interese imaju značajan uticaj na politiku američke vlade, dok interesne grupe sa velikom podrškom I obični građani imaju malo ili nemaju uticaja uopšte.” Isto Prinston istraživanje je opisalo Sjedinjene Države kao de facto oligarhiju.
Važna razlika, međutim, pravi se između vlada čije izbore posmatrači ne ocenjuju kao slobodne I fer I onih čiji se izbori smatraju takvim. Ruska Federacija pod vođstvom Jeljcina, Putina I Medvedeva je takođe opisivana kao neliberalna demokratija. Izbori se sprovode redovno, ali mnogi strani posmatrači (npr. Iz OEBS-a) ne smatraju ih za slobodne i fer. Trinaest ruskih novinara umrlo je u periodu između 2000. i 2003. godine. Takođe, većina velikih televizijskih mreža I novine su u vlasništvu ili pod kontrolom vlasti I otvoreno  podržavaju nju ili stranke koje podržavaju vladu tokom izbora.

## Spoljašnje veze
- Managed Democracy (July 8, 2005, The Moscow Times article discussing the managed democracy in Russia)